# 곽윤기
곽윤기(郭潤起, 1989년 12월 26일~)는 대한민국의 前쇼트트랙 선수이다.
신목고 재학 중 국가대표로 뽑혔다. 2005년 세계 주니어 선수권 대회에 출전했다. 2009년 다시 국가대표로 뽑혀 2009년~2010년 시즌 1차 월드컵 대회 500m에서 우승하는 등 활약을 계속하고 있으며, 2010년 동계 올림픽 쇼트트랙 남자 계주 5000m에서 은메달을 땄다. 2012 국제빙상경기연맹(ISU) 쇼트트랙 세계선수권대회에서 4종목 종합 포인트 102점을 얻어 남자부 개인종합 정상에 올랐다. 2012년~2013년 시즌 1차 월드컵 대회 1000m 준결승에서 캐나다의 샤를 아믈랭이 가지고 있던 세계 기록을 깨고, 1분 23초 007의 세계 신기록을 세웠다. 2022년 동계 올림픽 쇼트트랙 남자 계주 5000m에서 12년만에 다시 은메달을 목에 걸었다.

## 학력
- 서울목원초등학교
- 목일중학교
- 신목고등학교
- 연세대학교 교육과학대학 체육교육학과 학사

## 예능
- 2018년 3월 14일 MBC 《황금어장 라디오스타》
- 2019년 12월 1일 MBC《미스터리 음악쇼 복면가왕》
- 2020년 10월 1일 유튜브 《가짜사나이 2기》
- 2022년 3월 1일 SBS 《신발 벗고 돌싱포맨》 (With 박장혁, 박승희)
- 2022년 3월 2일 tvN 《유 퀴즈 온 더 블럭》  (With 황대헌, 박장혁, 이준서, 김동욱)
- 2022년 3월 2일 MBC 《황금어장 라디오스타》 (With 황대헌, 박장혁, 이준서, 김동욱)
- 2022년 3월 4일 MBC 《나 혼자 산다》 (With 김아랑)
- 2022년 3월 5일 JTBC 《아는 형님》 (With 김아랑, 이유빈)
- 2022년 tvN 《전설이 떴다 군대스리가》
- 2022년 채널S 《나대지마 심장아》

## 수상
- 2007년 07-08 ISU 쇼트트랙 월드컵 2차(고베) 남자 500m 동메달, 1000m(1) 은메달, 5000m 계주 금메달
- 2007년 07-08 ISU 쇼트트랙 월드컵 3차(헤렌벤) 남자 500m(2) 동메달, 5000m 계주 금메달
- 2007년 07-08 ISU 쇼트트랙 월드컵 4차(토리노) 남자 5000m 계주 금메달
- 2008년 07-08 ISU 쇼트트랙 월드컵 5차(솔트레이크 시티) 남자 500m(2) 은메달, 5000m 계주 금메달
- 2008년 ISU 강릉 쇼트트랙 세계선수권대회 남자 5000m 계주 금메달
- 2008년 ISU 세계 팀 선수권 대회 3위
- 2008년 08-09 ISU 쇼트트랙 월드컵 1차(솔트레이크 시티) 남자 1000m 금메달, 5000m 계주 금메달
- 2008년 08-09 ISU 쇼트트랙 월드컵 2차(벤쿠버) 남자 500m 동메달
- 2008년 08-09 ISU 쇼트트랙 월드컵 3차(베이징) 남자 1000m 은메달
- 2008년 08-09 ISU 쇼트트랙 월드컵 4차(나가노) 남자 1000m 은메달, 5000m 계주 금메달
- 2009년 08-09 ISU 쇼트트랙 월드컵 5차(소피아) 남자 1000m(1) 금메달
- 2009년 08-09 ISU 쇼트트랙 월드컵 6차(드레스덴) 남자 500m(1) 은메달, 5000m 계주 은메달
- 2009년 ISU 비엔나 쇼트트랙 세계선수권대회 남자 1500m 은메달, 500m 은메달
- 2009년 ISU 세계 팀 선수권 대회 1위
- 2009년 09-10 ISU 쇼트트랙 월드컵 1차(베이징) 남자 500m 금메달, 5000m 계주 금메달
- 2009년 09-10 ISU 쇼트트랙 월드컵 2차(서울) 남자 1000m 동메달, 5000m 계주 금메달
- 2009년 09-10 ISU 쇼트트랙 월드컵 3차(몬트리올) 남자 5000m 계주 금메달
- 2009년 09-10 ISU 쇼트트랙 월드컵 4차(마켓) 남자 5000m 계주 동메달
- 2010년 동계 올림픽 쇼트트랙 남자 계주 5000m 은메달
- 2010년 ISU 소피아 쇼트트랙 세계선수권대회 남자 종합 2위(남자 1500m 금메달, 1000m 은메달, 3000m(S.F) 은메달, 5000m 계주 금메달)
- 2010년 ISU 세계 팀 선수권 대회 1위
- 2011년 11-12 ISU 쇼트트랙 월드컵 1차(솔트레이크 시티)남자 1000m 금메달, 1500m(2) 은메달, 5000m 계주 동메달
- 2011년 11-12 ISU 쇼트트랙 월드컵 2차(사그네) 남자 1500m 은메달, 5000m 계주 금메달
- 2011년 11-12 ISU 쇼트트랙 월드컵 3차(나고야) 남자 1000m(1) 금메달, 1000m(2) 은메달
- 2011년 11-12 ISU 쇼트트랙 월드컵 4차(상하이) 남자 1500m 동메달, 1000m 금메달
- 2012년 11-12 ISU 쇼트트랙 월드컵 5차(모스크바) 남자 1000m 금메달, 5000m 계주 은메달
- 2012년 11-12 ISU 쇼트트랙 월드컵 6차(도르드레흐트) 남자 500m 은메달, 5000m 계주 동메달
- 2012년 ISU 상하이 쇼트트랙 세계선수권대회 남자 종합 우승(1500m 은메달, 500m 동메달, 1000m 금메달, 3000m(S.F)금메달, 5000m 계주 동메달)
- 2012년 12-13 ISU 쇼트트랙 월드컵 1차(캘거리) 남자 1500m 은메달, 1000m(2) 동메달, 5000m 계주 금메달
- 2012년 12-13 ISU 쇼트트랙 월드컵 2차(몬트리올) 남자 1000m 금메달, 5000m 계주 금메달
- 2012년 12-13 ISU 쇼트트랙 월드컵 3차(나고야) 남자 5000m 계주 금메달
- 2012년 12-13 ISU 쇼트트랙 월드컵 4차(소치) 남자 1500m 동메달
- 2014년 14-15 ISU 쇼트트랙 월드컵 2차(몬트리올) 남자 500m(1) 동메달, 5000m 계주 금메달
- 2014년 14-15 ISU 쇼트트랙 월드컵 3차(상하이) 남자 500m(1) 금메달, 5000m 계주 금메달
- 2014년 14-15 ISU 쇼트트랙 월드컵 4차(서울) 남자 1000m 은메달, 3000m(S.F) 은메달
- 2015년 14-15 ISU 쇼트트랙 월드컵 5차(드레스덴) 남자 500m 동메달
- 2015년 14-15 ISU 쇼트트랙 월드컵 6차(에르주룸) 남자 5000m 계주 은메달
- 2015년 15-16 ISU 쇼트트랙 월드컵 1차(몬트리올) 남자 1500m 금메달
- 2015년 15-16 ISU 쇼트트랙 월드컵 2차(토론토) 남자 1500m 금메달, 1000m 동메달, 5000m 계주 은메달
- 2015년 15-16 ISU 쇼트트랙 월드컵 3차(나고야) 남자 500m(1) 은메달
- 2015년 15-16 ISU 쇼트트랙 월드컵 4차(상하이) 남자 1000m 금메달, 1500m(2) 동메달
- 2016년 15-16 ISU 쇼트트랙 월드컵 5차(드레스덴) 남자 1500m(2) 동메달
- 2016년 15-16 ISU 쇼트트랙 월드컵 6차(도르드레흐트) 남자 1500m 은메달, 500m 동메달
- 2016년 ISU 쇼트트랙 세계선수권대회 남자 5000m 동메달
- 2017년 17-18 ISU 쇼트트랙 월드컵 3차(상하이) 남자 5000m 계주 은메달
- 2017년 17-18 ISU 쇼트트랙 월드컵 4차(서울) 남자 5000m 계주 금메달
- 2018년 ISU 쇼트트랙 세계선수권대회 남자 5000m 금메달
- 2021년 21-22 ISU 쇼트트랙 월드컵 3차(데브레센,헝가리) 남자 5000m 계주 은메달
- 2021년 21-22 ISU 쇼트트랙 월드컵 4차(도르드레흐트,네덜란드) 남자 5000m 계주 금메달
- 2022년 베이징 겨울올림픽 남자 쇼트트랙 5000m 계주 은메달

## 같이 보기
- 김아랑
- 최민정
- 박장혁
- 황대헌
- 이준서
- 박세영
- 박승희